# 汪洋 (1969年)
汪洋（1969年2月—），男，汉族，贵州镇宁人，中华人民共和国政治人物。现任二十届中央纪委委员，中华人民共和国国务院副秘书长。曾任交通运输部副部长，中共青海省委常委、省纪委书记，青海省监察委员会主任。

## 生平
2016年3月至2019年7月，汪洋任四川省交通运输厅党组书记、厅长。
2019年7月至2022年2月，汪洋历任交通运输部总工程师，总工程师兼公路局局长，总规划师兼综合规划司司长，党组成员，党组成员、副部长。2022年3月免去交通运输部副部长职务。 期间交通运输部部长为李小鹏。
2022年2月至2024年1月，汪洋历任青海省委常委、省纪委书记、省监察委员会主任。2023年12月22日，汪洋获任命为中华人民共和国国务院副秘书长。